# Nobody Wants This
Nobody Wants This (en español: Nadie quiere esto) es una serie de televisión de comedia romántica estadounidense creada por Erin Foster, protagonizada por Kristen Bell, Adam Brody, Justine Lupe y Timothy Simons, centrada en la relación improbable entre una mujer agnóstica y franca y un rabino poco convencional. El estreno de los 10 episodios de la serie fue el 26 de septiembre de 2024 en la plataforma de streaming Netflix.

## Sinopsis
Una presentadora de pódcast agnóstica conoce a un rabino poco convencional que acaba de terminar una relación. «Pese a sus diferencias, perciben que existe algo entre ellos, como también muchos obstáculos que podrían interponerse en su romance».

## Elenco

### Principal
- Kristen Bell como Joanne[1]
- Adam Brody como Noah[1]
- Justine Lupe como Morgan[2]
- Timothy Simons como Sasha[2]

### Secundario
- Jackie Tohn como Esther[2]
- Michael Hitchcock como Henry[2]
- Paul Ben-Victor como Ilan[2]
- Sherry Cola como Ashley[2]
- Shiloh Bearman como Miriam
- Stephanie Faracy como Lynn
- Emily Arlook como Rebecca
- Tovah Feldshuh como Bina

## Episodios
Cuenta con 10 episodios de aproximadamente una duración de 30 minutos.

## Producción

### Desarrollo
El 1 de marzo de 2023, se anunció que Netflix había dado luz verde a una serie de comedia creada por Erin Foster basada vagamente en sus experiencias de la vida real. También se anunció que Kristen Bell tendría el papel principal en la serie, y que Steven Levitan actuaría como coproductor ejecutivo junto con Foster y Bell.
El 15 de mayo de 2024, la serie recibió el título Nobody Wants This (Nadie quiere esto) y la fecha de estreno del 26 de septiembre de 2024 en Netflix.
La serie cuenta con la producción ejecutiva de Erin Foster, Kristen Bell, Steven Levitan, Craig DiGregorio, Sara Foster, Danielle Stokdyk, Oly Obst y Josh Lieberman para 3 Arts Entertainment. Las compañías productoras involucradas en esta serie son Steven Levitan Productions, 3 Arts Entertainment y 20th Television.
El 29 de agosto de 2024 fue presentado el primer tráiler oficial.

### Casting
En el anuncio inicial de la serie, en marzo de 2023, se confirmó que Bell sería la protagonista de la serie. En abril de 2023, se anunció que Adam Brody protagonizaría la serie como Noah, y el personaje de Bell se llamaría Joanne. En enero de 2024, se anunció que Justine Lupe y Timothy Simons se habían unido al elenco principal como Morgan y Sasha, y Jackie Tohn, Michael Hitchcock, Paul Ben-Victor, Sherry Cola, Shiloh Bearman, Stephanie Faracy, Tania Raymonde y Tovah Feldshuh se habían unido como elenco secundario. En mayo de 2024, se anunció que Emily Arlook había reemplazado a Tania Raymonde en el papel de Rebecca.

## Estreno
El estreno de los 10 episodios de la serie se realizó el 26 de septiembre de 2024 en la plataforma de streaming Netflix.